# Cratere Delmotte
Delmotte è un cratere lunare di 32,16 km situato nella parte nord-orientale della faccia visibile della Luna.

Il cratere (in alto) con le strutture vicine in formato selenocromatico